# NGC 6041A
NGC 6041A is een elliptisch sterrenstelsel in het sterrenbeeld Hercules. Het hemelobject werd op 27 juni 1870 ontdekt door de Franse astronoom Édouard Jean-Marie Stephan.

## Synoniemen
- UGC 10170
- MCG 3-41-78
- ZWG 108.101
- VV 213
- DRCG 34-64
- PGC 56962